# アニマティズム
アニマティズムとは、イギリスの人類学者マレットによって造られた、「人々が制御する手段を有している、遍在的・非人格的な力への信仰」をさす用語である。表記ゆれとしてアニマチズム、あるいはプレアニミズムとも。

## 概説
マレットは、ある文化では「人々、動物、植物そして無生物はある力を授かっている。その力は非人間的でもあり超自然的でもある」と信じていると主張する。
マレットによれば、マナは「あらゆるものに存在し、能力や強さ、成功を授ける」というアニマティズム的な効果の凝縮された儀礼である。さまざまな文化に共通して、アニマティズムやマナはさまざまな物事の成功や失敗を通して表面化される。成功はアニマティズムやマナが多いことと同等であり、失敗はアニマティズムやマナが失われた結果である。超自然的な人格への信仰を持つアニミズムとしばしば比較される。